# Universidad Tecnológica del Chocó
La Universidad Tecnológica del Chocó Diego Luis Córdoba se encuentra ubicada en la ciudad colombiana de Quibdó, capital del departamento del Chocó, es una universidad colombiana adscrita al Ministerio de Educación Nacional de Colombia. Fue fundada bajo el nombre de Instituto politécnico universitario “Diego Luis Córdoba” en el año de 1968, sin embargo, inicio labores académicas en el año de 1972, ya que el decreto de creación de la institución permaneció en el olvido durante cuatro años. En el año de 1975 cambió su nombre al actual.
Cuenta con 40 programas académicos de pregrado y 11 de postgrado.

## Historia
Mediante la Ley 38 de 1968 se creó el Instituto Politécnico Diego Luis Córdoba como homenaje a la memoria de uno de los más ilustres personajes del Departamento del Chocó, quien fue un defensor de los derechos de las negritudes y en especial por la educación a todos los niveles como una estrategia de ascenso social.
En marzo de 1972 el Instituto Politécnico inició actividades con 203 alumnos que se matricularon en seis (6) programas así: Licenciatura en Idiomas, Matemáticas, Física, Ciencias Sociales y Economía, Química y Biología, Psicopedagogía, Administración Educativa y Tecnología en Administración de Empresas.
Mediante la Ley 7 de 1975 se cambió el nombre de Instituto Politécnico por el de la Universidad Tecnológica del Chocó Diego Luis Córdoba Â– UTCH, situación que le permitió abrir nuevos espacios en el planteamiento de nuevos programas en el campo de la educación superior. Para 1984, la Universidad contaba con un total de 1345 alumnos y con programas nuevos como Tecnología Agropecuaria, Obras Civiles, Pesquera, de Minas y la Licenciatura en Trabajo Social.
En 1987 se contaba con 1808 alumnos con programas presénciales, semi-presénciales y a distancia y con 190 docentes distribuidos en hora-cátedra, medio tiempo y tiempo completo. Para este mismo año, tuvo lugar un paro cívico departamental, cuyo resultado permitió la inclusión de una partida en presupuesto nacional para iniciar la construcción de la ciudadela universitaria.
La Ley 30 de 1992 consagró la autonomía universitaria de la Institución y mediante la resolución No.3274 del 25 de junio de 1993 se reconoció institucionalmente a ésta como universidad y le permitió en febrero de 1994 elegir por primera vez su rector por vía democrática.
En los años 1997 y 1998, se dio apertura a los programas de postgrados con las siguientes especializaciones: Especialización en Docencia de las Matemáticas, 
Especialización en Pedagogía de la Lengua Materna, Especialización en Linguiística Aplicada a la enseñanza del Inglés y la especialización en Atención y Educación Social a la Familia. Igualmente se crean los centros de estudios de la cultura Afro colombiana e indígena, y de Investigación de la Flora y la escuela de Artes del Pacífico.
Actualmente la Universidad Tecnológica del Chocó funciona en las instalaciones de la ciudadela universitaria ubicada en el municipio de Quibdó, capital del Departamento del Chocó. Su área de influencia se extiende en todo el territorio Departamental, a la región del Pacífico, al Eje Cafetero y a ciertos Municipios del Departamento de Antioquia. 

## Dirección
- Consejo Superior
- Rectoría
- Vicerrectoría Administrativa
- Vicerrectoría de Investigaciones
- Vicerrectoría Teórico-Académica
- Secretaria General
- Oficina de Personal

## Programas Académicos

### Pregrado
Facultad de Ciencias Económicas, Administrativas y Contables
- Administración de Empresas
- Contaduría

Facultad de Humanidades y Artes
- Trabajo Social
- Arquitectura
- Música y Danza
- Lingüística

Facultad de Ciencias de la Salud
- Enfermería
- Psicología

Facultad de Educación
- Básica Primaria con Énfasis en Ciencias Naturales y Educación Ambiental
- Biología y Química
- Inglés y Francés
- Español y Literatura
- Ciencias Sociales
- Educación Física
- Básica Primaria
- Educación a Distancia
- Pedagogía Infantil
- Educación Especial

Facultad de Ingeniería
- Ingeniería Civil
- Ingeniería Agroforestal
- Ingeniería Ambiental
- Ingeniería de Telecomunicaciones e Informática
- Ingeniería de Minas y Energía
- Ingeniería Industrial
- ingeniería Agropecuaria

Facultad de Ciencias Básicas y naturales
- Biología
- Física
- Matemáticas
- Química

Facultad de Derecho, Ciencias Sociales y Defensa de Medio Ambiente
- Derecho
- Ciencias Políticas

### Posgrado
Maestrías
- Didáctica del Inglés
- Ciencias de la Educación
- Ciencias Biológicas
- Ciencias Ambientales
- Administración del Medio Ambiente
- Lingüística con Énfasis en Compresión y Producción de Texto

 Especializaciones
- Informática Educativa
- Ciencias Biológicas
- Manejo Integrando de los Recursos Hídricos
- Saneamiento Básico
- Atención y Educación Social a la Familia
- Organización y Desarrollo Comunitario
- Docencia de las Matemáticas
- Gerencias de Recursos Naturales
- Jurídico Procesal
- Estadística